# Motacilla flaviventris
La ballerina del Madagascar (Motacilla flaviventris Hartlaub, 1860) è un uccello della famiglia Motacillidae, endemico del Madagascar.